# フィラデルフィア物語
『フィラデルフィア物語』（フィラデルフィアものがたり、The Philadelphia Story）は、1940年制作のアメリカのロマンティック・コメディ映画。フィリップ・バリーが手掛けた同名のブロードウェイ作品を原作とし、結婚前夜の上流階級の令嬢と、その前夫と雑誌記者による喜劇を描いている。
キャサリン・へプバーン演じる令嬢は、フィラデルフィアの社交界で浮名を流し、後に原作者バリーの友人と結婚したヘレン・ホープ・モントゴメリー・スコットをモデルにしている。へプバーンは本作の大ヒットによりスター女優となり、それまで映画興行主から着せられていた「ボックス・オフィス・ポイズン（金にならないスター）」の汚名を返上した。
1940年（第13回）アカデミー賞で主演男優賞（ジェームズ・スチュワート）、脚色賞を受賞した。1956年の『上流社会』はこの作品のミュージカル版。

## ストーリー

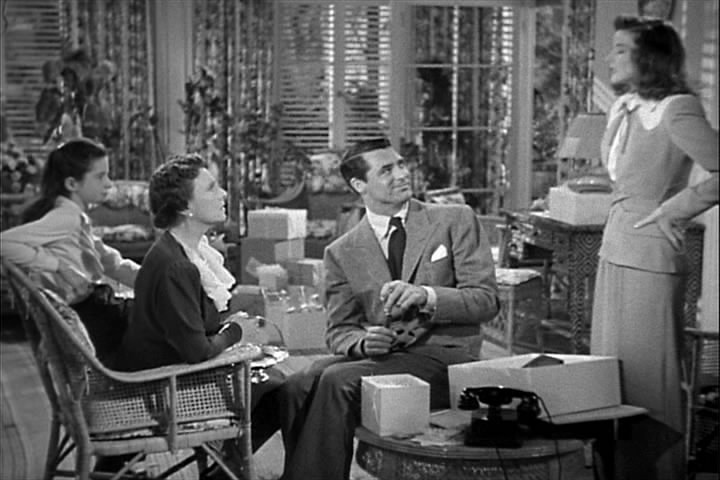
へプバーン、グラント、ナッシュ、ウェイダー

フィラデルフィアの上流階級の令嬢トレイシーは、石炭会社の重役であるジョージとの結婚を控えていた。大のマスコミ嫌いのトレイシーの結婚式をスクープしようと考えた「スパイ誌」の社長キッドは、2年前にトレイシーと喧嘩別れした前夫デクスターを利用してヘイヴン邸内部の取材を計画する。キッドに指示されたコナーとエリザベスは、「トレイシーの兄の友人」と偽りヘイヴン邸に乗り込む。デクスターの存在から二人の正体を察知したトレイシーは二人を追い出そうとするが、デクスターから「父セスの愛人スキャンダルを雑誌に掲載する」と脅され、掲載取り下げと引き換えに結婚式の取材を引き受ける。ロード一家は渋々「上品な上流階級」を装うが、気が強くプライドの高いトレイシーはエリザベスのカメラを落としてネガを台なしにする。
エリザベスと別れたコナーはヘイヴン家の歴史を知るために図書館に向かうが、そこでトレイシーと鉢合わせになる。彼女はコナーが執筆した短編小説を探しに図書館を訪れ、彼の小説を読み才能を絶賛する。トレイシーはコナーを屋敷のプールに誘うが、そこでデクスターと鉢合わせになり、彼から「他人を思いやる心がない」と言われ口論になる。コナーはその場を立ち去るが、入れ替わりにジョージが現れてデクスターと口論になる。デクスターが立ち去った後、トレイシーはジョージが自分を愛情ではなく崇拝の念を抱いていることを知りショックを受ける。トレイシーは夜の舞踏会を前にセスと会うが、父からもデクスターと同じことを言われショックを受けてしまう。

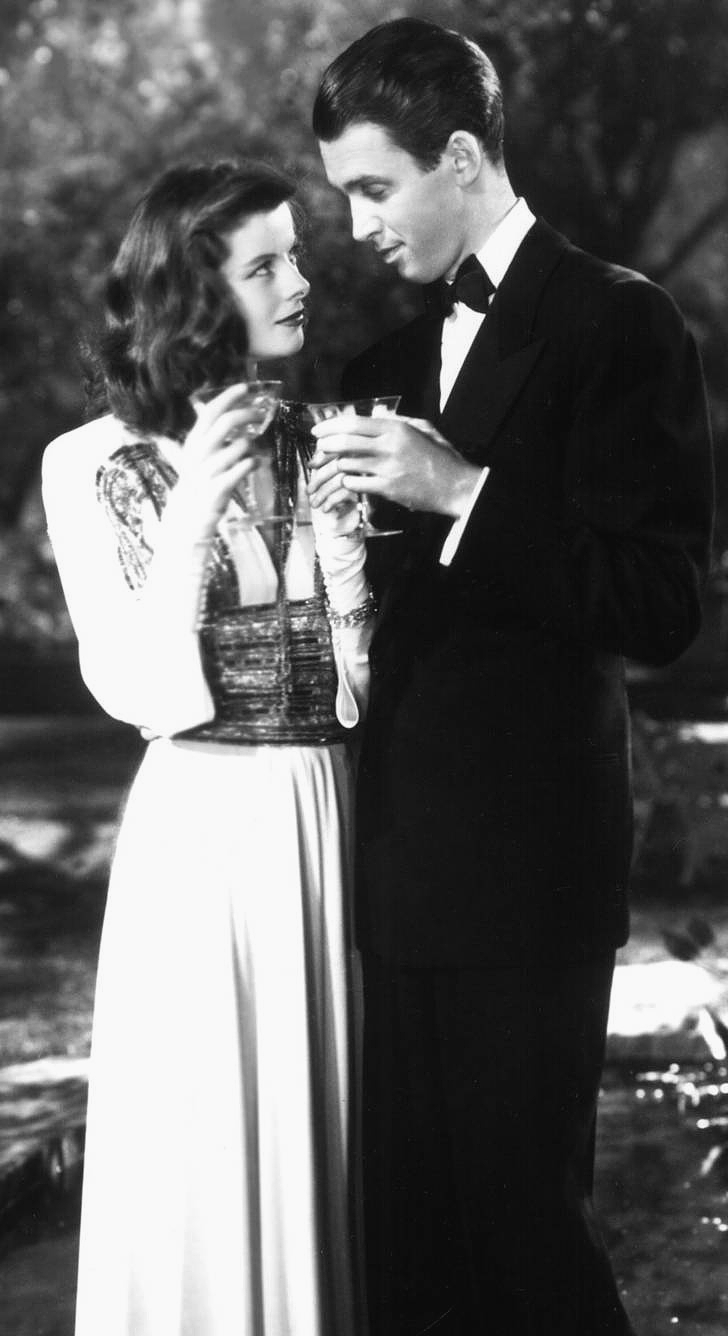
へプバーンとスチュワート

舞踏会に出席したトレイシーは悪酔いしてコナーと良い雰囲気になるが、そこをジョージに見られてしまう。泥酔したコナーはデクスターの屋敷に乗り込み、「トレイシーのことを今も愛しているのか」と尋ねる。酔いが回ったコナーは上司キッドのスキャンダルを話し始め、それを聞いたデクスターは、スキャンダルをネタにトレイシーの父のスキャンダルを握り潰そうと考える。意気投合した二人はキッドのスキャンダルを文章にしようとするが、そこに酔い潰れたトレイシーを連れたエリザベスが現れ、エリザベスは文章をタイプするために残り、コナーはトレイシーを屋敷に連れて帰る。互いに惹かれ合う二人はプールでひと泳ぎした後、コナーはトレイシーを抱きかかえて屋敷に戻るが、そこで彼女を心配して駆け付けたジョージとデクスターと鉢合わせてしまう。
翌朝、結婚式を控えたトレイシーは酔い潰れて前夜の記憶を失っており、一部始終を見ていた妹ダイナから事実を聞かされ狼狽する。そこにデクスターやコナー、エリザベスが到着し、さらにジョージも昨夜の事実を確かめに訪れる。トレイシーはジョージと結婚はできないことを告げ、ジョージも婚約解消を受け入れ屋敷を立ち去る。しかし、結婚式が始まってしまい、トレイシーは慌てだす。コナーは責任を取るためにトレイシーに求婚するが、彼女はコナーに想いを寄せるエリザベスに配慮して求婚を断る。参列者に謝罪しようとするトレイシーに対し、デクスターは再婚を持ちかけ、彼女も提案を受け入れ、二人は結婚式場に向かう。

## キャスト

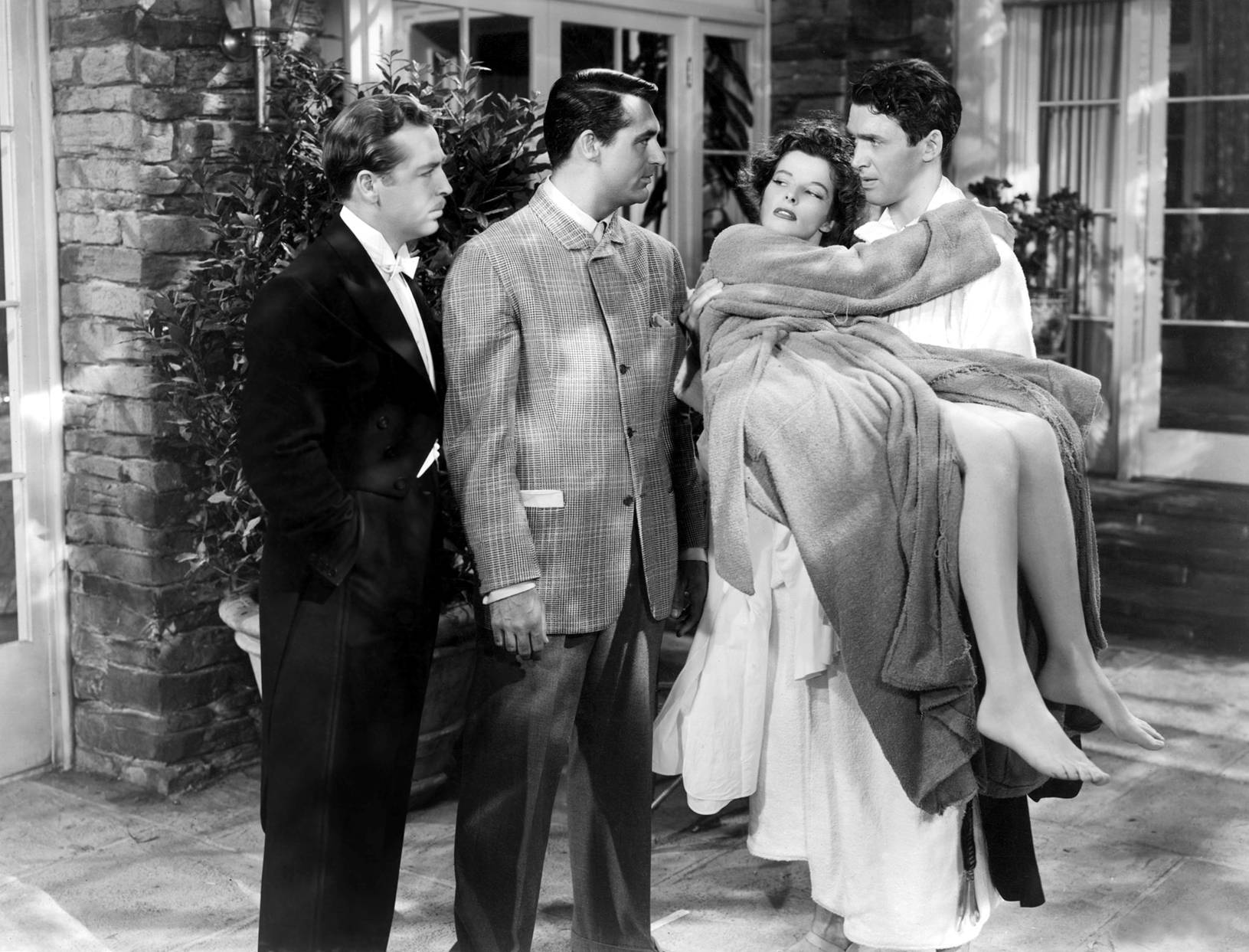
へプバーン、グラント、スチュワート、ハワード

- C・K・デクスター・ヘイヴン：ケーリー・グラント（吹替：青野武）
- トレイシー・サマンサ・ロード：キャサリン・ヘプバーン（吹替：平井道子）
- マコーレイ・"マイク"コナー：ジェームズ・スチュワート（吹替：納谷六朗）
- エリザベス・イムブリー：ルース・ハッセイ（英語版）（吹替：沢田敏子）
- ジョージ・キットリッジ：ジョン・ハワード（英語版）（吹替：嶋俊介）
- ウィリアム・Q・トレイシー（ウィリー叔父さん）：ローランド・ヤング（英語版）（吹替：千葉順二）
- セス・ロード：ジョン・ハリディ（英語版）（吹替：北村弘一）
- マーガレット・ロード：マリー・ナッシュ（英語版）（吹替：稲葉まつ子）
- ダイアナ・"ダイナ"・ロード：ヴァージニア・ウェイダー（英語版）（吹替：岡本茉利）
- シドニー・キッド：ヘンリー・ダニエル
  - その他吹替：村松康雄、加藤治、鈴木れい子

## 製作

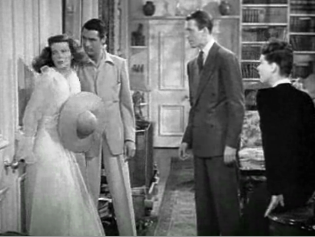
へプバーン、グラント、スチュワート、ハッセイ

フィリップ・バリーは舞台女優のキャサリン・へプバーンを気に入り、彼女のためにブロードウェイ作品『フィラデルフィア物語』の脚本を執筆した。へプバーンは令嬢トレイシーを演じ、デクスター役はジョゼフ・コットン、コナー役はヴァン・ヘフリン、エリザベス役はシャーリー・ブースが務めた。バリーは、出演作の興行的失敗で興行主たちから「ボックス・オフィス・ポイズン（金にならないスター）」と呼ばれていたへプバーンの不名誉を『フィラデルフィア物語』によって払拭しようと考えていた。後に元愛人ハワード・ヒューズから映画化の権利を受け取ったへプバーンはMGMと交渉し、25万ドルで映画化の権利を譲渡した。
へプバーンの要求により、監督にはジョージ・キューカーが、脚本化にはバリーの友人でもあるドナルド・オグデン・スチュアワートが起用された。また、彼女はコナー役にスペンサー・トレイシー、デクスター役にはクラーク・ゲーブルを希望していたが、二人ともスケジュールの都合が付かずに断念している。代わりにオファーを受けたケーリー・グラントは、「自分をキャスト・クレジットの一番上に表記すること」「出演料13万7,000ドル」という条件でオファーを承諾し、彼は出演料の全額を英国戦争安心協会に寄付した。
1940年7月5日から8月14日にかけて、カルバーシティにあるMGMのスタジオで撮影が行われた。へプバーンはプールにダイビングするシーンをスタントなしで自ら行った。後に『黄昏』に出演した際、共演したジェーン・フォンダがダイビングするのを恐がっているのを見て、「私は『フィラデルフィア物語』で自分でダイビングしたわよ」と語りかけたという。

## 評価

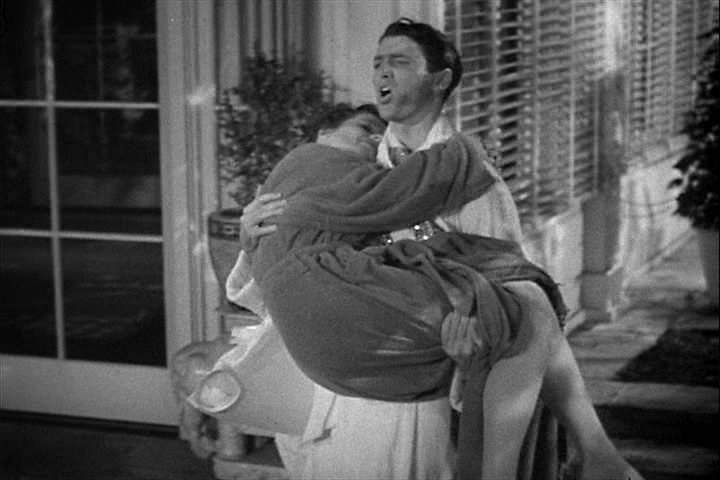
へプバーンを抱きかかえるスチュワート

Rotten Tomatoesには54件のレビューが寄せられ、支持率100%、平均評価8.8/10となっており、「ジョージ・キューカーの示した素晴らしくウィットに富んだ脚本とキャストの優れた演技力により、『フィラデルフィア物語』は無条件の古典となっています」と批評されている。また、同サイトでは「最高のロマンティック・コメディ」にランク付けされている。
ボズレー・クラウザーは、「この映画は、優れたコメディが持つべき要素が全て詰まっています。上流社会の優雅さ、ヘプバーン、スチュワート、グラントの見事な演技。この気の利いた恋愛シナリオは、フィリップ・バリーの素晴らしい原作をドナルド・オグデン・スチュワートが脚色しました」と批評している。

## ラジオドラマ化
- 『スクリーン・ギルド・シアター（英語版）』（CBS）
  - 1942年4月5日放送（デクスター：フレッド・マクマレイ、トレイシー：グリア・ガースン、コナー：ヘンリー・フォンダ）
  - 1947年3月17日放送（映画版に同じくグラント、ヘプバーン、スチュワートが出演）
- 『ラックス・ラジオ・シアター（英語版）』（CBS）
  - 1942年7月20日放送（映画版に同じくグラント、ヘプバーン、スチュワートが出演）
  - 1943年6月14日放送（デクスター：ロバート・テイラー、トレイシー：ロレッタ・ヤング、コナー：ロバート・ヤング（英語版））